# (1703) Barry
(1703) Barry ist ein Asteroid des Hauptgürtels, der am 2. September 1930 vom deutschen Astronomen Max Wolf in Heidelberg entdeckt wurde.
Der Name des Asteroiden erinnert an den (vermutlich deutschen) Astronomen Roger Barry.